# 田中一昭
田中 一昭（たなか かずあき、1936年9月24日 - 2023年9月11日）は、日本の政治学者。専門は行政管理･改革。
現在は、財団法人大学基準協会専務理事、拓殖大学地域行政研究科客員教授。

## 略歴
- 1936年（昭和11年）9月24日 島根県に生まれる。
- 1959年（昭和34年） 京都大学教育学部教育行政学科卒業[2]、島根県庁入庁
- 1961年（昭和36年）4月 行政管理庁入庁
- 1985年（昭和60年）7月1日 総務庁行政監察局企画調整課長
- 1987年（昭和62年）6月1日 総務庁長官官房秘書課長
- 1989年（平成元年）7月1日 総務庁長官官房審議官（行政管理局担当）
- 1990年（平成2年）10月31日 総務庁長官官房審議官（臨時行政改革推進審議会担当）
- 1992年（平成4年）7月10日 総務庁行政監察局長
- 1994年（平成6年）12月19日 内閣官房内閣内政審議室内閣審議官併任（〜1995年（平成7年）2月28日）
- 1995年（平成7年）7月2日 総理府行政改革委員会事務局長
- 1998年（平成10年） 拓殖大学政経学部教授
- 2002年（平成14年）6月24日 内閣府道路関係四公団民営化推進委員会委員長代理
- 2004年（平成16年） 文藝春秋読者賞受賞
- 2006年（平成18年） 拓殖大学名誉教授
- 2018年（平成30年）4月29日 瑞宝中綬章受章
- 2023年（令和5年）死亡日を以って正四位叙位、享年88

## 著書

### 単著
- 『官僚亡国論 ―「官」にあって「官」と闘う― 』(講談社、2008年)
- 『道路公団改革、偽りの民営化』（WΛC 、2004年 ）

### 共著
- 岡田彰『信頼のガバナンス―国民の信頼はどうすれば獲得できるのか』(ぎょうせい、2006年)
- 日下公人,野田一夫ほか 『今、日本の大学をどうするか 』(自由国民社、2003年)

### 編著
- 岡田彰共編『中央省庁改革』（日本評論社、2000年）
- 『行政改革』（ぎょうせい、1996年　新版:2006年）

### 部分執筆
- 「行政改革」（日本財団編『決定版 日本再生へのトータルプラン』（朝日新聞社 、2001年））
- 「国鉄改革に挑んだ主任調査員の着眼点を語る」（増島俊之、小林秀徳共編『証言 大改革はいかになされたか』』(ぎょうせい 、2001年)）
- 「政府機構と公務員制度改革」（並河信乃編『検証 行政改革 ―行革の過去・現在・未来― 』(イマジン出版、2002年））
- 「三公社の民営化」（世界平和研究所『中曽根内閣史（第1巻）』（中央公論事業出版、1995年））
- 『規制緩和と企業経営』（総合法令、1993年）